# Liste der Naturdenkmale in Oderwitz
Die Liste der Naturdenkmale in Oderwitz umfasst Naturdenkmale der sächsischen Gemeinde Oderwitz.

## Definition
„Naturdenkmäler sind rechtsverbindlich festgesetzte Einzelschöpfungen der Natur oder entsprechende Flächen bis zu fünf Hektar, deren besonderer Schutz erforderlich ist
1. aus wissenschaftlichen, naturgeschichtlichen oder landeskundlichen Gründen oder
2. wegen ihrer Seltenheit, Eigenart oder Schönheit.“

„§ 18 – Naturdenkmäler – (zu § 28 BNatSchG)
(1) Die Erklärung nach § 22 Abs. 1 BNatSchG von Teilen von Natur und Landschaft als Naturdenkmal erfolgt durch Rechtsverordnung oder Einzelanordnung.
(2) Über § 28 Abs. 1 BNatSchG hinaus können Naturdenkmäler zur Sicherung von Lebensgemeinschaften oder Lebensstätten von im Bestand gefährdeten oder streng geschützten Arten festgesetzt werden.“

## Naturdenkmale
Diese Auflistung unterscheidet zwischen Flächennaturdenkmalen (FND) mit einer Fläche bis zu 5 ha (bei Verordnung nach DDR-Recht auch mehr) und Einzel-Naturdenkmalen (ND).
Link zu einem Kartenansichtstool, um Koordinaten zu setzen.
| Bild                          | Bezeichnung                                | Lage                               | Beschreibung                                     | Datum | Nummer |
| ----------------------------- | ------------------------------------------ | ---------------------------------- | ------------------------------------------------ | ----- | ------ |
| BW                            | Buchenaltholz im Königsholz                | (50° 57′ 53,7″ N, 14° 46′ 19,4″ O) | FND (1,8 ha)                                     |       |        |
| BW                            | Stiel-Eiche an den Kälbersträuchern        | (50° 56′ 2,5″ N, 14° 42′ 38,5″ O)  | ND                                               |       |        |
| mehr Fotos \| Fotos hochladen | Phonolithklippen auf dem Spitzberg         | (50° 57′ 38,6″ N, 14° 41′ 27″ O)   | ND                                               |       |        |
| BW                            | Stiel-Eiche nordöstlich vom Geiersberg     | (50° 57′ 18,2″ N, 14° 45′ 25,3″ O) | ND                                               |       |        |
| BW                            | Hecken am Spitzberg                        | (50° 57′ 43″ N, 14° 41′ 31,6″ O)   | FND (9,5 ha)                                     |       |        |
| Fotos hochladen               | Grundwasser                                | (50° 58′ 54,9″ N, 14° 42′ 13,9″ O) | FND (0,9 ha); Teile des Verlauf des Grundwassers |       |        |
| BW                            | Erlenbruch am Trübenbach                   | (50° 58′ 31,3″ N, 14° 44′ 41,3″ O) | FND (1,1 ha)                                     |       |        |
| BW                            | Winter-Linde an der Dr.-Friedrich-Straße 3 | (50° 57′ 12,5″ N, 14° 43′ 6,3″ O)  | ND                                               |       |        |
| BW                            | Lärche an der Volkswiese 1                 | (50° 57′ 13,9″ N, 14° 43′ 51,8″ O) | ND                                               |       |        |
| BW                            | Gosse                                      | (50° 56′ 25,6″ N, 14° 44′ 52,1″ O) | FND (0,2 ha)                                     |       |        |
| BW                            | Altholzmischbestand im Königsholz          | (50° 57′ 51,3″ N, 14° 46′ 48″ O)   | FND (1,6 ha)                                     |       |        |
| mehr Fotos \| Fotos hochladen | Hofeteich                                  | (50° 57′ 4,8″ N, 14° 42′ 59,6″ O)  | FND (1,6 ha)                                     |       |        |
| BW                            | Hänge-Birke in der Feldflur                | (50° 56′ 1,7″ N, 14° 44′ 21,4″ O)  | ND                                               |       |        |

## Ehemalige Naturdenkmale
Link zu einem Kartenansichtstool, um Koordinaten zu setzen.
| Bild | Bezeichnung                  | Lage                             | Beschreibung                                                                       | Datum     | Nummer |
| ---- | ---------------------------- | -------------------------------- | ---------------------------------------------------------------------------------- | --------- | ------ |
| BW   | Lindenallee an der Birkmühle | (50° 58′ 6,2″ N, 14° 43′ 2,3″ O) | ND aufgehoben, da bereits nach § 2 des Sächsischen Denkmalschutzgesetzes geschützt | 1980–2020 |        |